# Wilhelm Pieper (Politiker)
Wilhelm „Willi“ Pieper (* 16. Januar 1918 in Emmerich; † 27. Dezember 2007 in Emmerich am Rhein) war ein deutscher Kommunal- und Landespolitiker der CDU.

## Leben
Pieper besuchte die Volksschule und trat danach in den Postdienst ein. Während des Zweiten Weltkrieges war er Soldat. Nach seiner Rückkehr aus sowjetischer Kriegsgefangenschaft kehrte er in den Postdienst zurück. Von 1950 bis 1960 war er Vorsitzender der Deutschen Postgewerkschaft in Emmerich. 
1950 wurde Pieper Mitglied der CDU und war ein Jahr später maßgeblich an der Gründung der Jungen Union beteiligt. Von 1951 bis 1954 war er Sprecher der Jungen Union und seit 1952 stellvertretender Vorsitzender der CDU-Ortspartei. Er war seit 1951 auch Mitglied im Kreisvorstand der Partei. 
Von 1956 bis 1989 war er Mitglied des Stadtrates und wurde 1961 für neun Jahre zum Bürgermeister gewählt. Es setzte sich sehr für den Bau der Rheinbrücke Emmerich und die Fertigstellung der Bundesautobahn 3 ein. Er begleitete auch die Bildung des neuen Kreises Kleve. Ab 1966 war er Mitglied des Vorstandes des Städtebundes für Nordrhein-Westfalen und ab 1971 Vizepräsident des Städte- und Gemeindebundes Nordrhein-Westfalen.
Pieper war vom 13. Juli 1954 bis 27. Mai 1975 Mitglied des Landtages von Nordrhein-Westfalen. In der dritten bis siebten Wahlperiode vertrat er als direkt gewählter Abgeordneter den Wahlkreis Rees. 
Er war außerdem Mitglied im Kuratorium der Stiftung Haus des Deutschen Ostens.

## Ehrungen
1986 wurde Pieper mit dem Ehrenring der Stadt Emmerich ausgezeichnet, 1988 bekam er das Große Verdienstkreuz des Verdienstordens der Bundesrepublik Deutschland. 1993 folgte die Ehrengabe des Kreises Kleve. Am 11. Dezember 2007 wurde Pieper Emmericher Ehrenbürger.